# Jaktflygplan

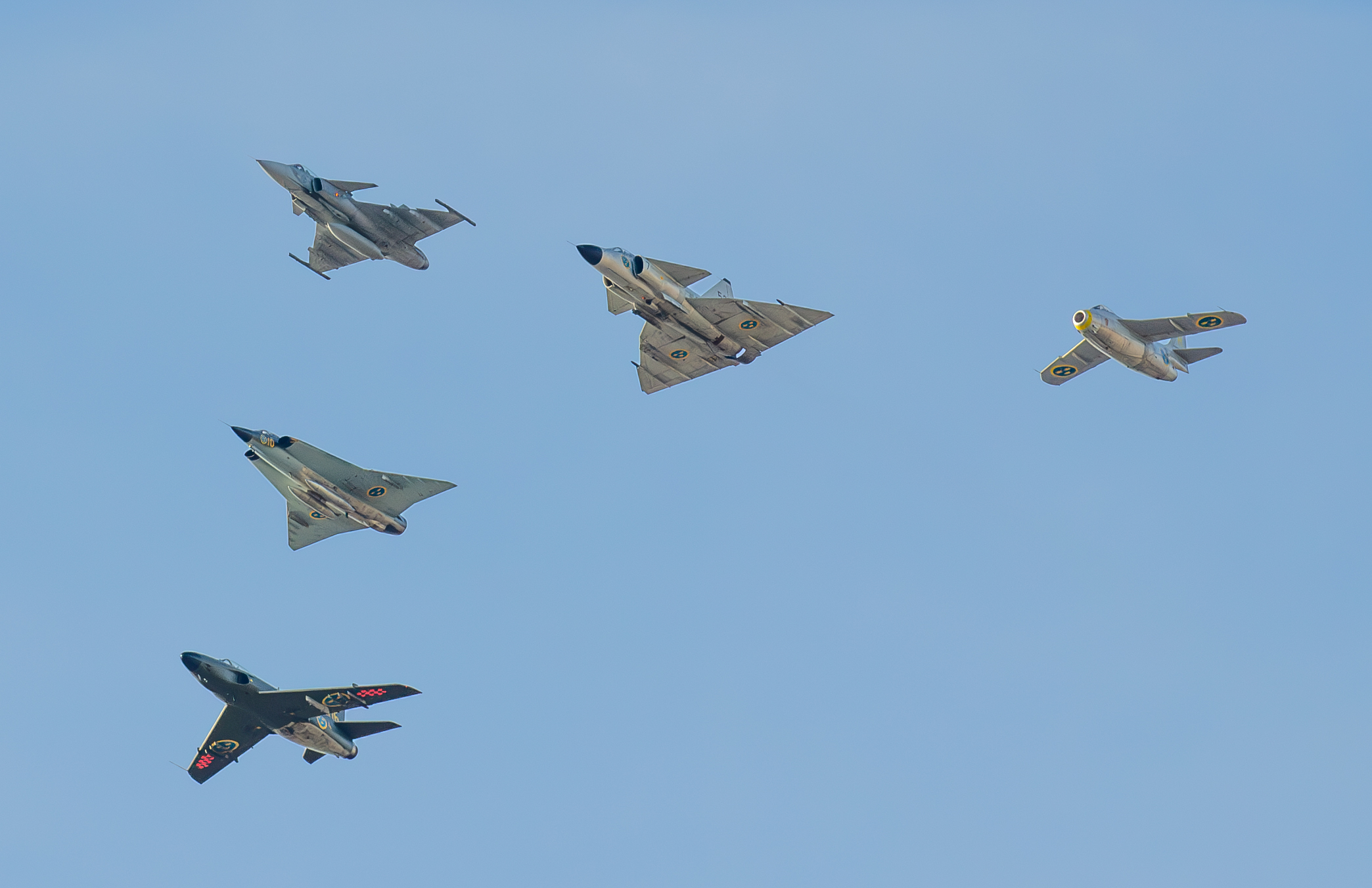
Utvecklingsstegen inom jaktflyget för Sverige syns här i fem av Saab:s klassiska stridsflygplan under en uppvisning över Stockholm i samband med att Carl XVI Gustaf firade 50 år på tronen 2023.

Jaktflygplan (militärförkortning: jfpl), förkortat jaktplan, är en form av stridsflygplan som är konstruerade för att främst bekämpa luftmål, såsom andra flygplan, helikoptrar, aerostater, robotar, med mera.
Jaktflygplan är jämförelsevis små, snabba och manövrerbara för att kunna komma ikapp och övermanövrera fientliga mål. Moderna jaktplan är utrustade med mycket sofistikerade vapen- och sensorsystem, såsom olika former av robotar och radar, för att lätt kunna hitta och bekämpa andra flygplan.

## Stridsflygplans utveckling
I takt med teknikutvecklingen har flygplan kunnat ges fler typer av uppdrag, och färre varianter av flygplan har behövts. Under andra världskriget fanns till exempel speciella flygplan för att skjuta ner fientliga bombplan och eskortflygplan, flyga på natten, eskortera bombplan och anfalla markmål. I dagsläget finns i princip endast två typer av stridsflygplan, en mindre variant som utgör ryggraden i de flesta länders flygflotta, och en större variant för uppdrag som kräver extremt långa flygningar. Större stridsflygplan kan i dag utföra bombfällningsuppdrag, och bära lika stor last som andra världskrigets bombplan.

### Första världskriget

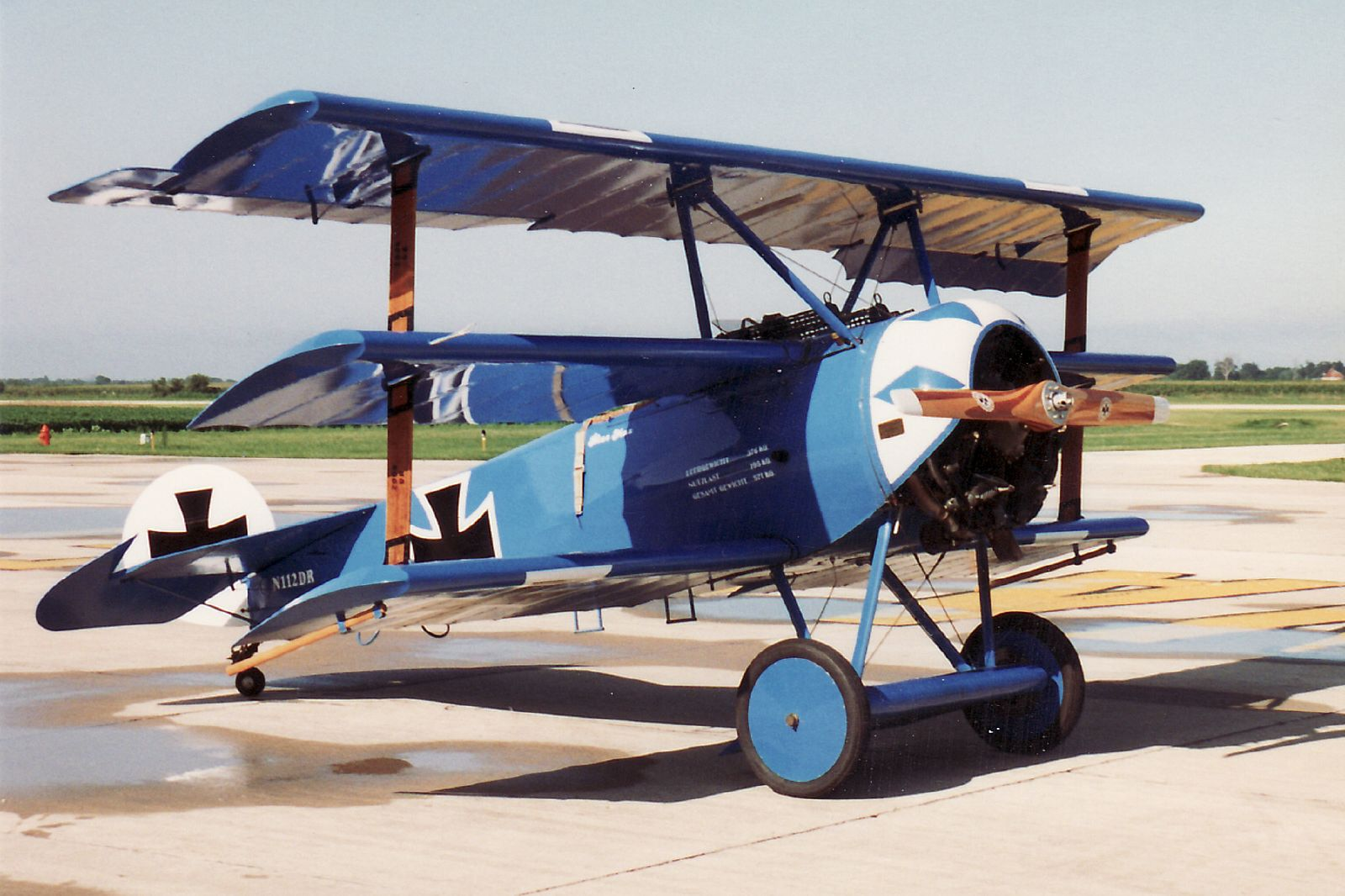
Fokker Dr.I.

Jaktflygplan utvecklades under första världskriget, där deras uppgift var att skjuta ner fiendens spaningsplan och spaningsballonger.
Den franske piloten Roland Garros blev det första flygarässet (en pilot som skjutit ner fem eller fler fiender) när han monterade kulsprutor, som sköt genom propellerfältet, på flygplanets motorhuv. Kulsprutan var dock inte synkroniserad med propellern, utan han hade vinklade metallplattor på propellerbaksidorna som fick projektilerna att studsa undan. Den holländske flygplansdesignern Anthony Fokker utvecklade senare det första jaktplanet som synkroniserade kulsprutan med propellerns rotation.

### Mellankrigstiden
Under mellankrigstiden påbörjades utveckling där biplan (med två vingar och därmed bättre manöverbarhet) ersattes av snabbare men mindre smidiga monoplan. Det var också under denna tid man började utveckla de första jetmotorerna. Detta gjordes primärt i England och Tyskland men även Sverige hade sin fot i utvecklingen med världens första jetmotor för flygplan.

### Andra världskriget
Vid andra världskrigets utbrott blev jaktflygplanen extremt viktiga, eftersom luftherraväldet hade blivit en vital del av de militära doktrinerna, då främst för Tysklands blixtkrig. Tysklands flygvapens oförmåga att besegra det brittiska flygvapnet vid slaget om Storbritannien ledde till att en invasion av de brittiska öarna blev omöjlig.
Messerschmitt utvecklade det första jetdrivna jaktplanet, Me 262, vilket visade sig vara betydligt snabbare än konventionella jaktplan. I händerna på en skicklig pilot, som utnyttjade sitt hastighetsövertag, blev dessa flygplan i princip oövervinnliga. För få exemplar tillverkades dock för att ha någon strategisk inverkan på kriget, och det rådde även en ständig bränslebrist i Tyskland under krigets slutskede, vilket ledde till att de flesta av jetplanen förstördes på marken. Vidare insisterade Hitler på att jetplanen skulle användas som bombplan i stället, vilket gjorde att de tappade sitt fartövertag. I vilket fall som helst visade Tysklands jetplan att jetkraften var framtidens drivsystem för jaktplan. Storbritannien hade snart byggt sin Gloster Meteor, och vid krigsslutet hade så gott som all forskning på kolvmotordrift lagts ner.

Många av andra världskrigets senare jaktflygplan hade en topphastighet på över 650 km/h, och kunde under extrema fall närma sig ljudets hastighet under dykning (cirka 1200 km/t). Påfrestningarna av detta kunde leda till låsta roderorgan, vingbrott och full söndring av flygkroppen, varav flygutvecklingen inriktades på att uppnå robustare flygkonstruktioner i dykning, samt hydrauliskt kontrollerade roderorgan.

Messerschmitt Bf 109.
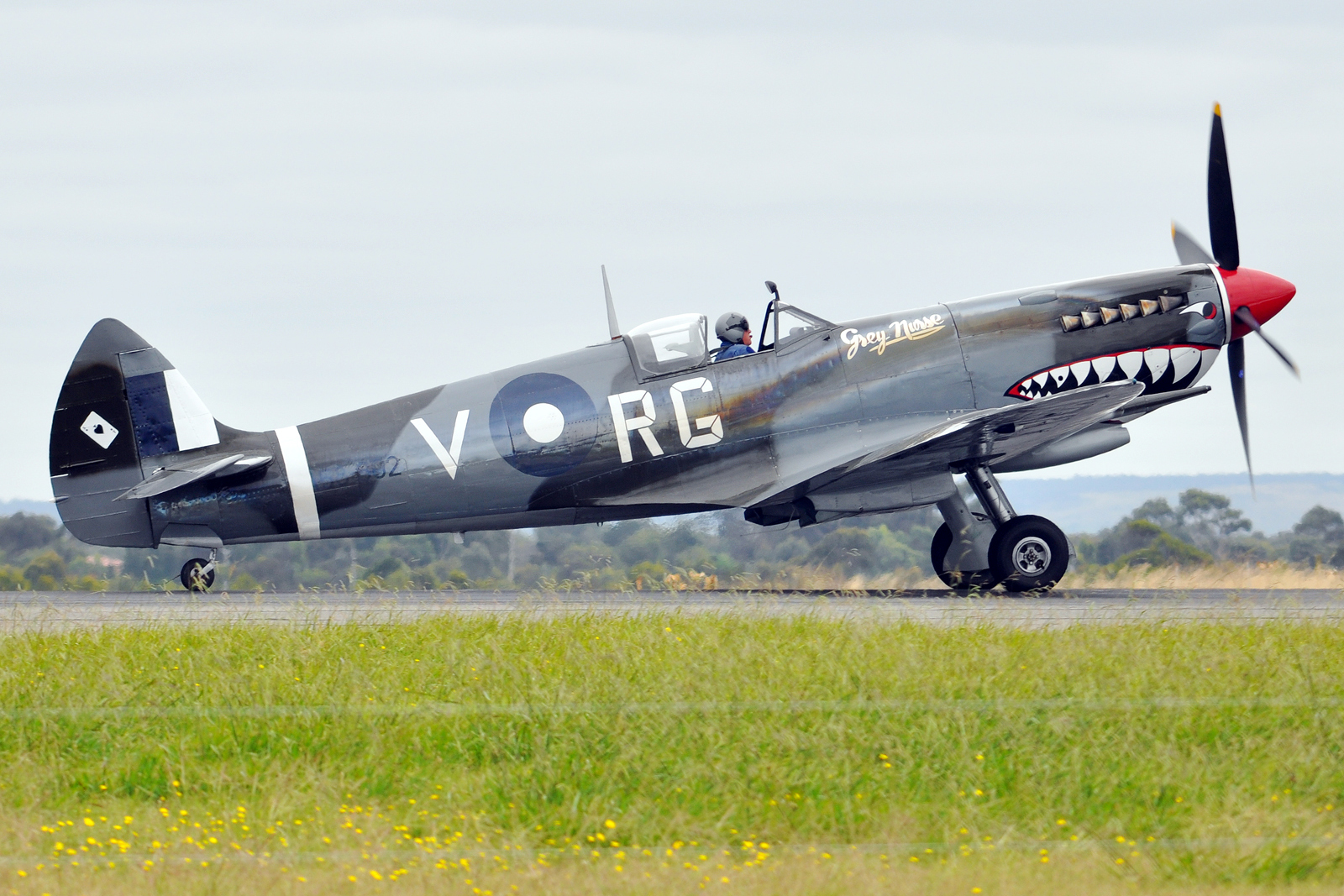
Supermarine Spitfire.
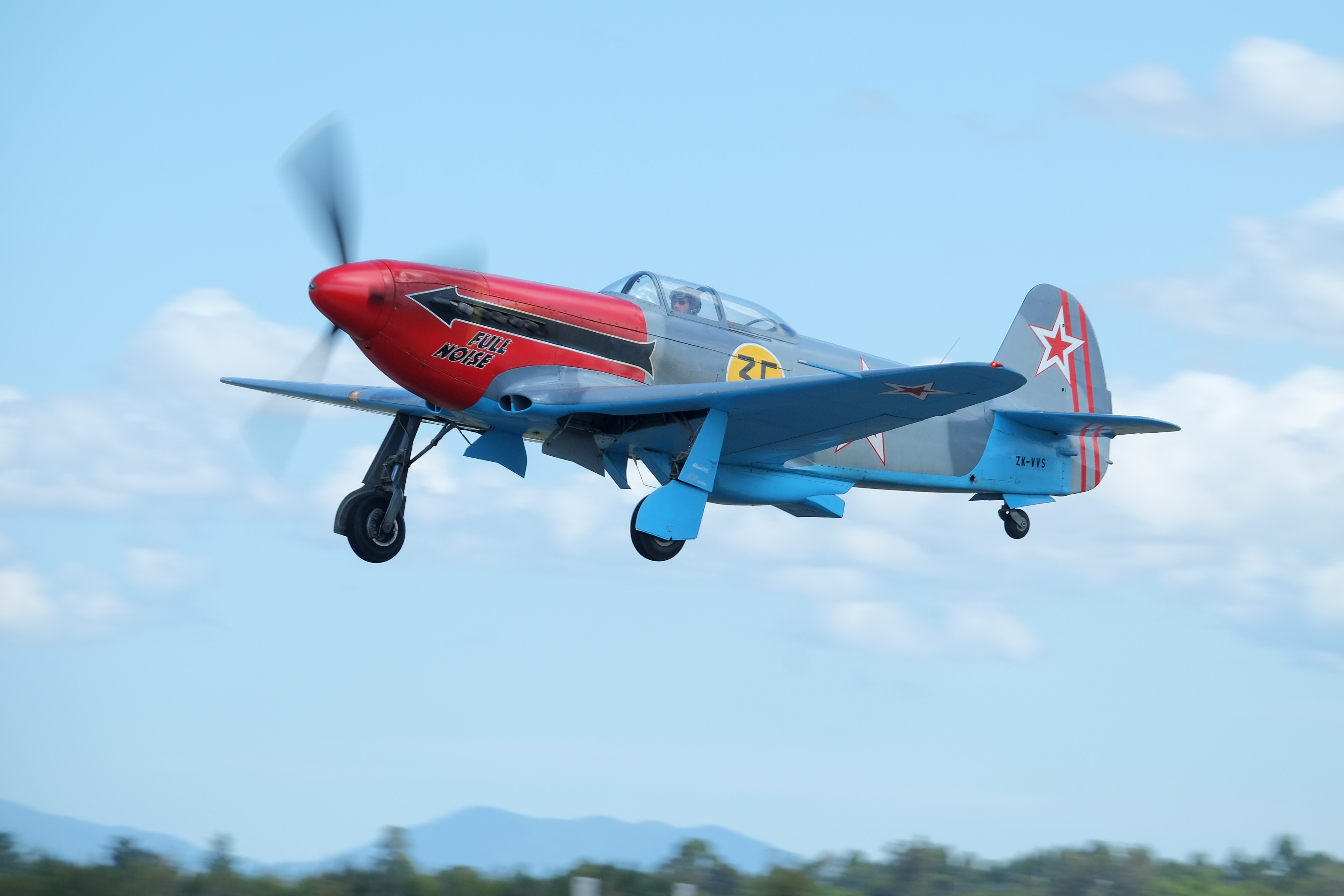
Jakovlev Jak-3.

### Kalla kriget
Den första generationen av jetdrivna jaktflygplan hade även de, precis som propellerplanen under andra världskriget, problem när de närmade sig ljudvallen. Det var inte förrän flygingenjören Richard Whitcomb upptäckte Whitcombs ytregel 1952 som problemen kunde konstrueras bort.

I början av kalla kriget förekom två huvudsakliga typer av jaktplan, avsedda för olika slag av uppdrag: dagjaktplan för jaktuppdrag under dagtid och nattjaktflygplan för jaktuppdrag under nattid. I och med att utvecklingen fortsatte kom nya jaktflygplan att konstrueras för både dagjakt och nattjakt, så kallade allvädersjaktplan, vilket under 1960-talet kom att bli normen för ny utveckling. Under 1960-talet började även de första jaktplanen som var avsedda att utföra flera olika typer av uppgifter att komma, så kallade enhetsflygplan.

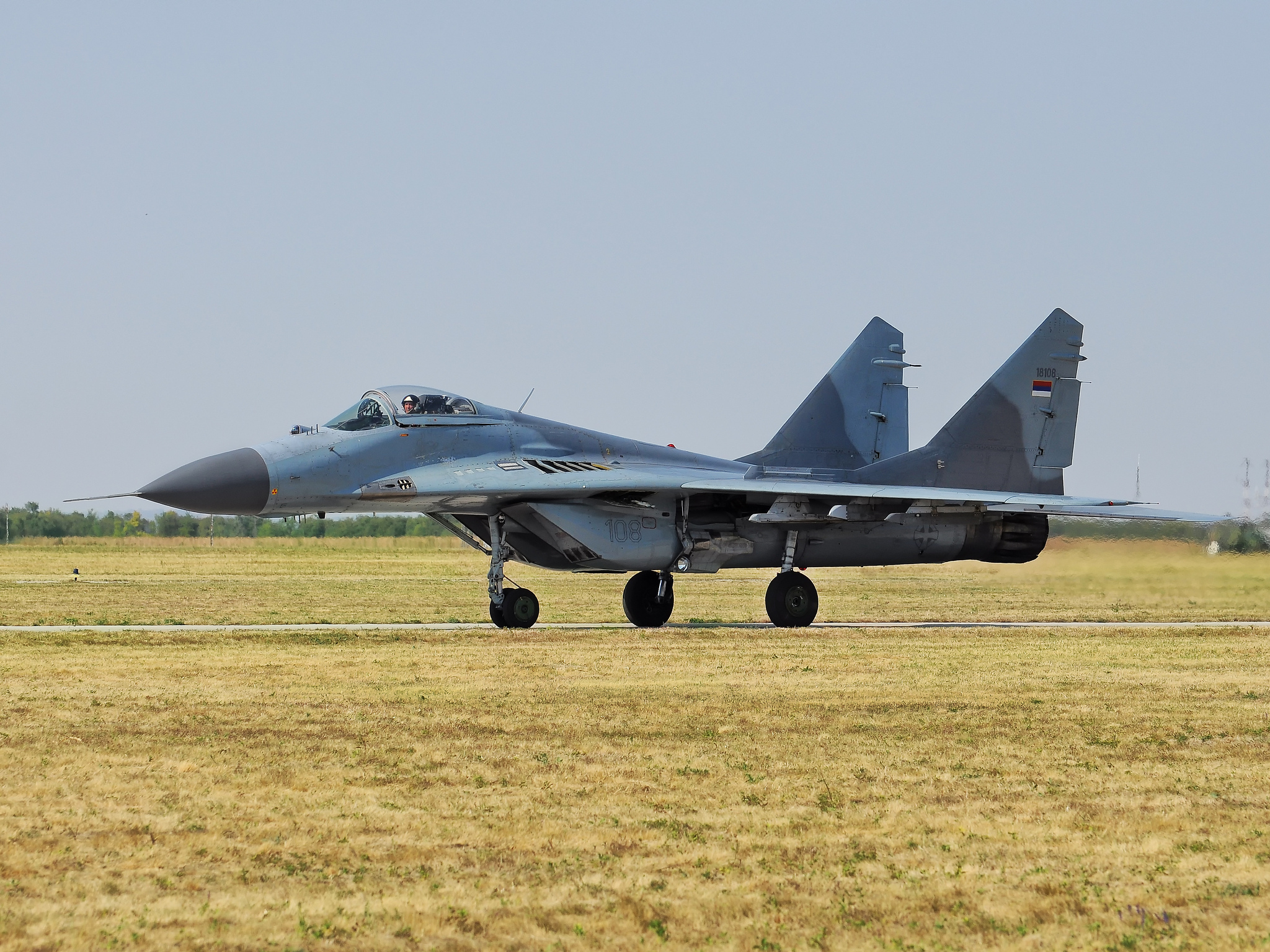
Mikojan-Gurevitj MiG-29 i serbisk flagg.
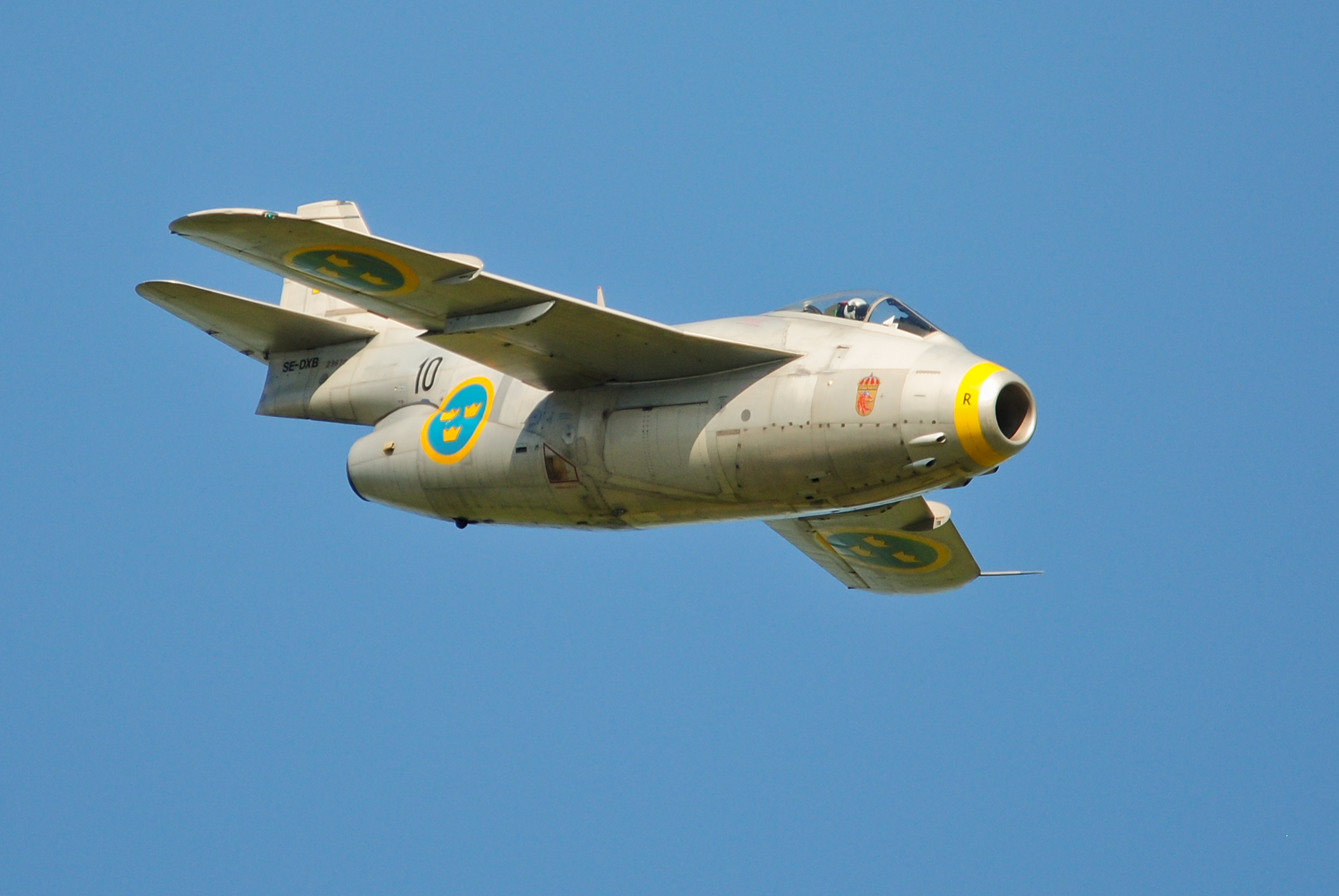
Saab 29 Tunnan.

### Modern tid

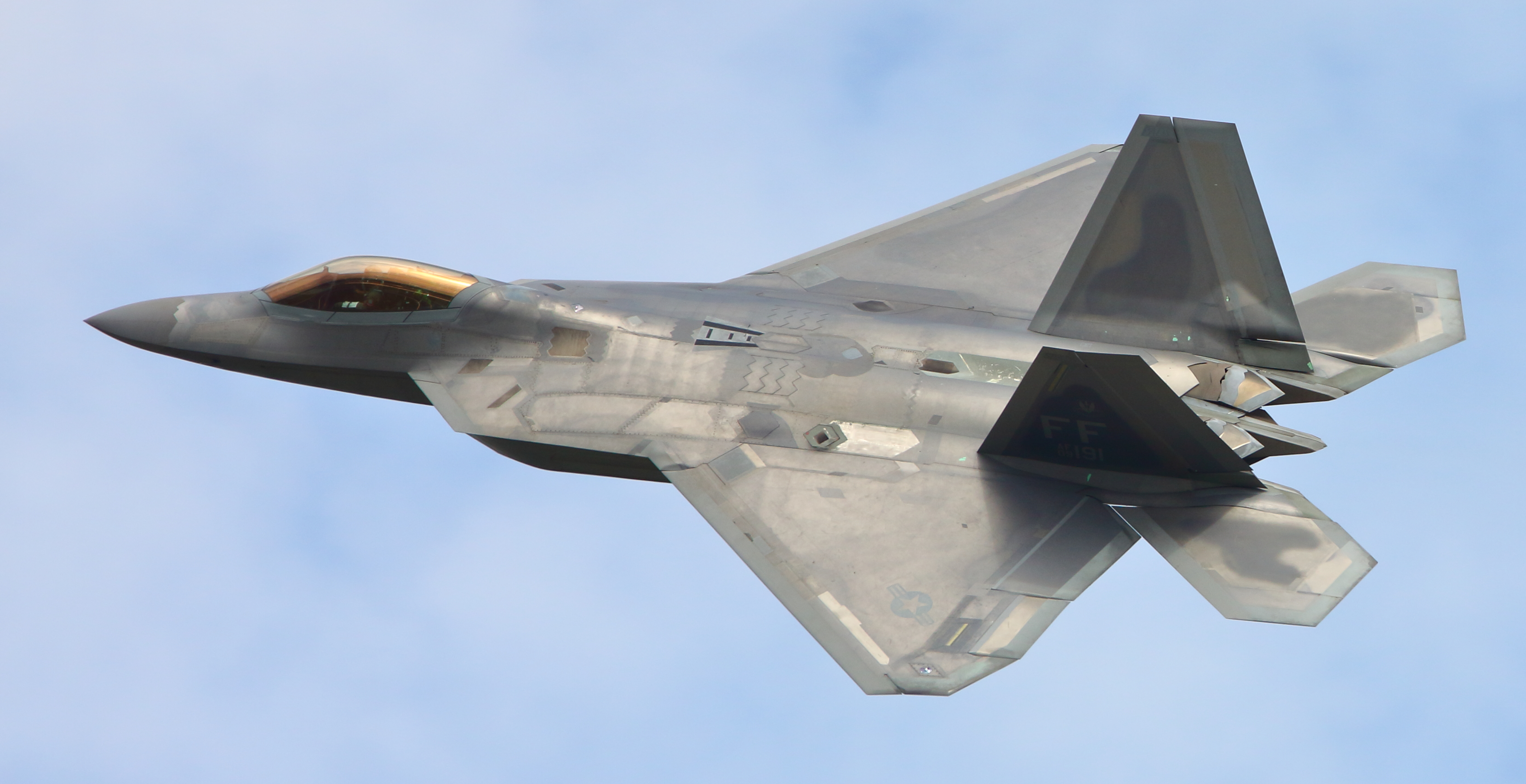
Lockheed Martin F-22 Raptor, ett jaktplan med smygutformning.

Sedan 1980-talet har jaktflygsforskning till stor del inriktats på att minimera stridsflygplanens radarekon och infrarödstrålning, en teknik som kallas för smygteknik (engelska: stealth), men även traditionell teknikutveckling, såsom manövreringsförmåga, egna upptäcktsmöjligheter och integrerad ledningsförmåga.

## Jaktflygplanstyper
- Allvädersjaktflygplan
- Dagjaktflygplan
- Enhetsflygplan
- Eskortjaktflygplan(en)
- Fartygsbaserat jaktflygplan(en)
- Höghöjdsjaktflygplan
- Jaktattackflygplan(en)
- Jaktbombflygplan
- Jaktspaningsflygplan(en)
- Luftförsvarsjaktflygplan(en)
- Luftöverlägsenhetsjaktflygplan(en)
- Nattjaktflygplan
- Parasitjaktflygplan(en)
- Tungt jaktflygplan(en)

## Jaktbeväpning
- Flygplanautomatkanon
- Jaktraket
- Jaktrobot

## Jaktstrid
| - DA – Direktanfall - FA – Frontalanfall - GA – Genskjutningsanfall - HISS – Hissanfall - HK – Hundkurveanfall - JK – Jaktkurveanfall - KA – Kurvanfall - KK – Kollisionskursanfall | - Jakteskort(en) - Kurvstrid - Luftherravälde - Luftstrid (flygplan mot flygplan) - Lågfartsstrid | - Dicta Boelcke - Immelmannsväng - Kort parad (kobramanövern) - Luftstridsmanövrering - Stöttaktik (boom & zoom) - Ramning (rammanfall) | - Rote (jaktrote) - Tregrupp - Grupp (jaktgrupp) - Fyrgrupp - Division (jaktdivision) |

## Bildgalleri

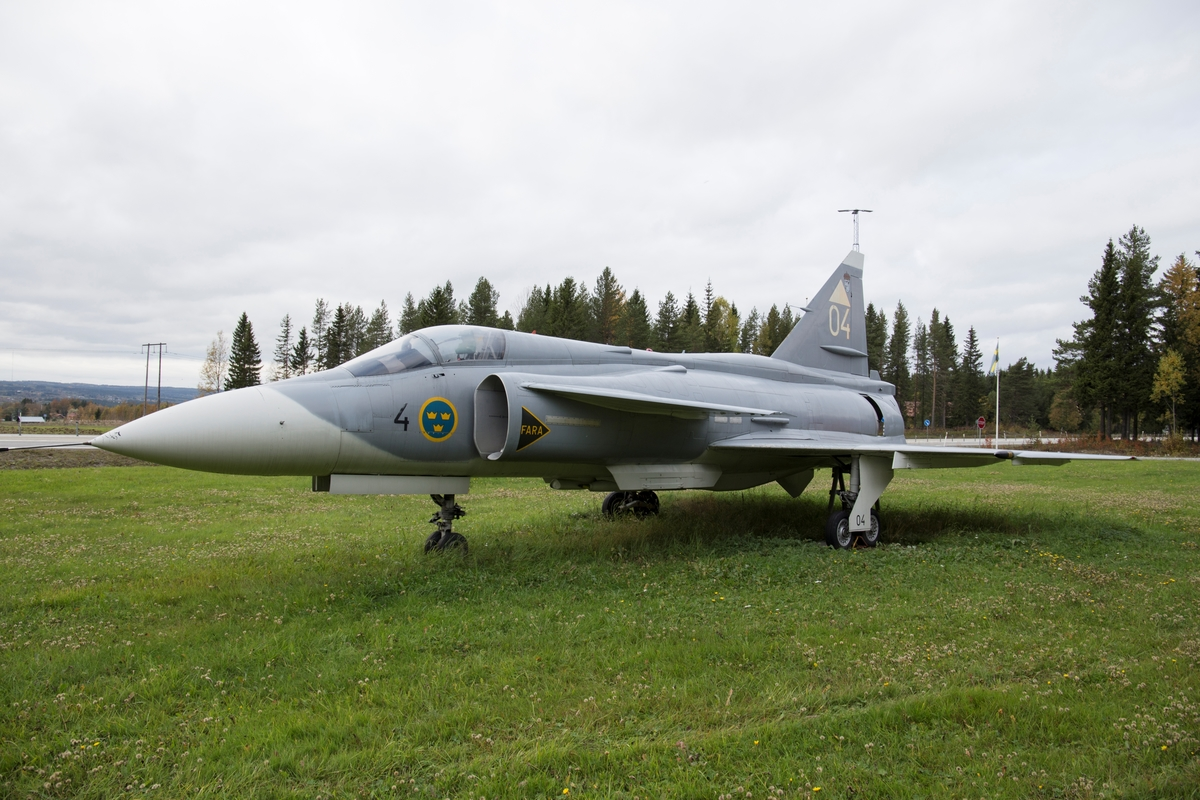
Saab JA 37 Viggen, Sverige.
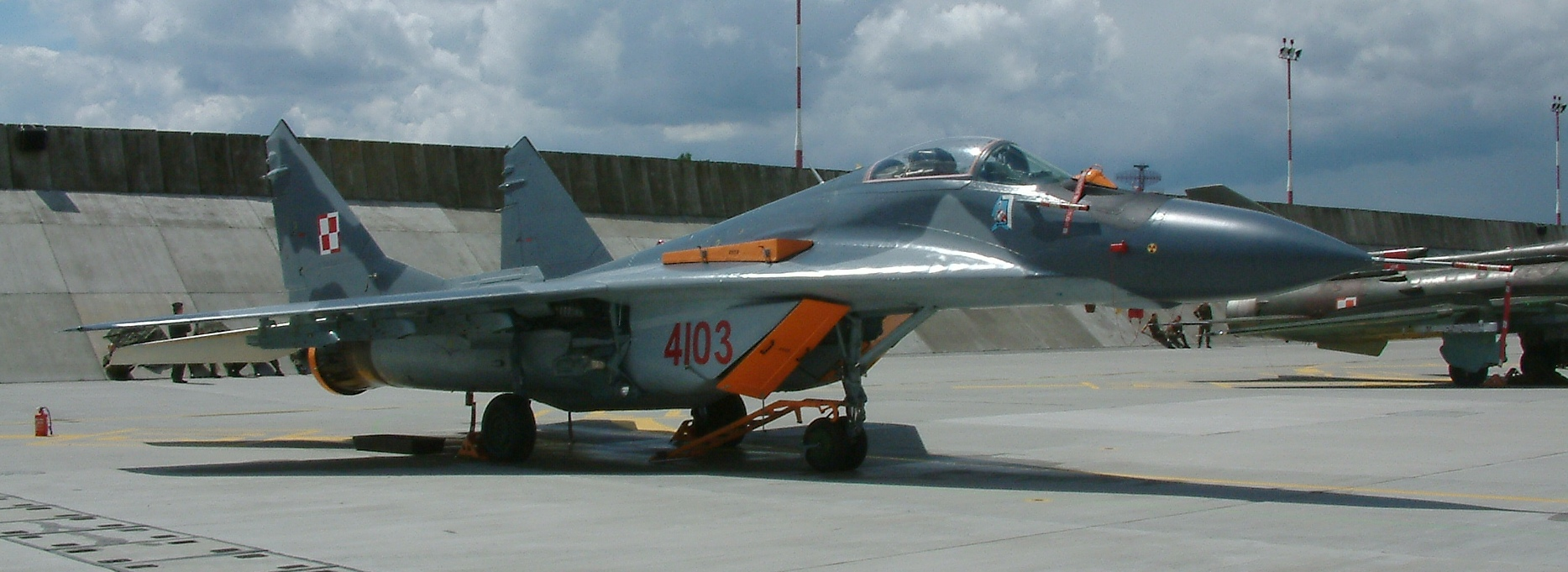
Mikojan-Gurevitj MiG-29, Sovjetunionen, men i polska färger.
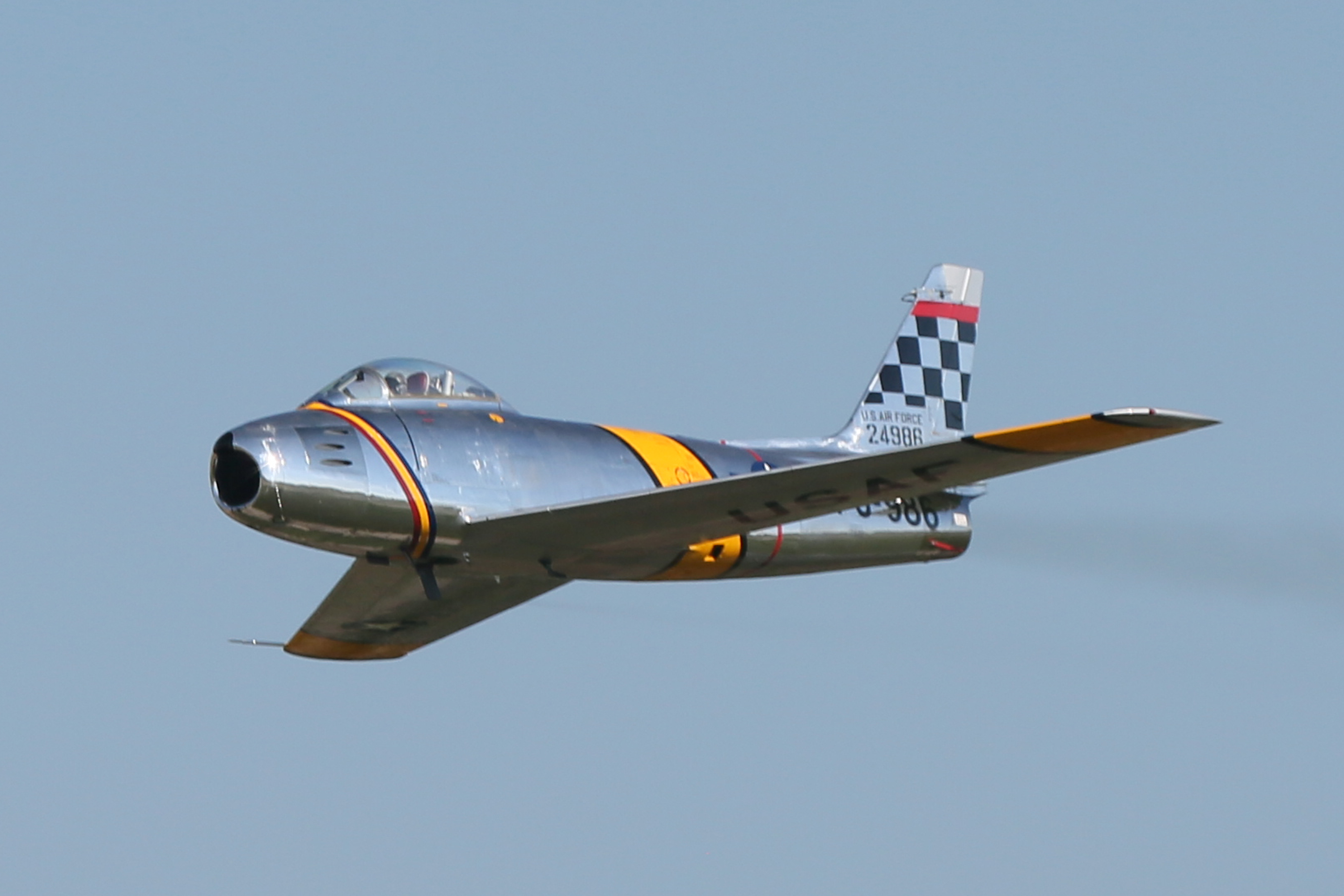
North American F-86 Sabre, USA.
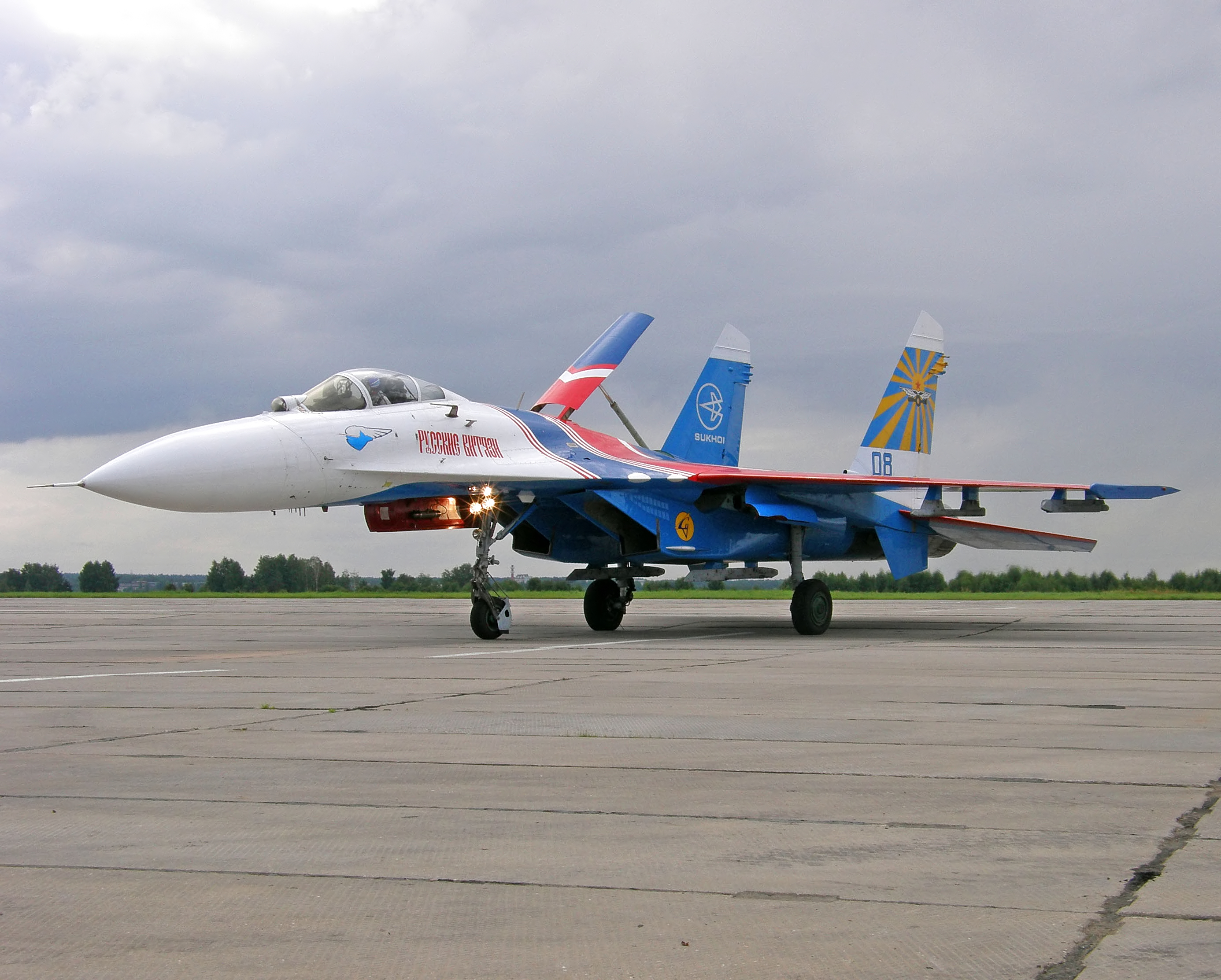
Suchoj Su-27, Ryssland.
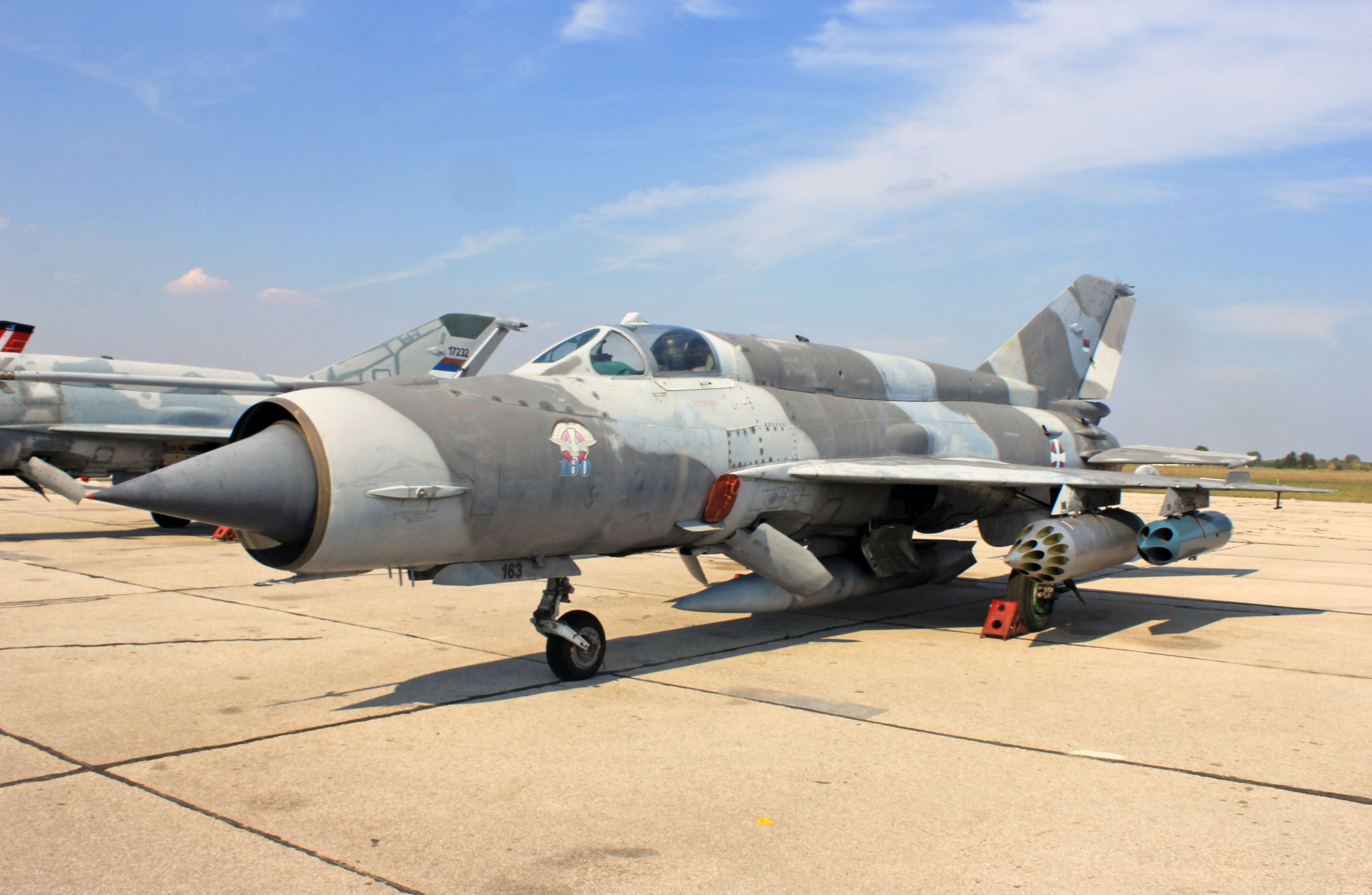
Mikojan-Gurevitj MiG-21, Sovjetunionen.
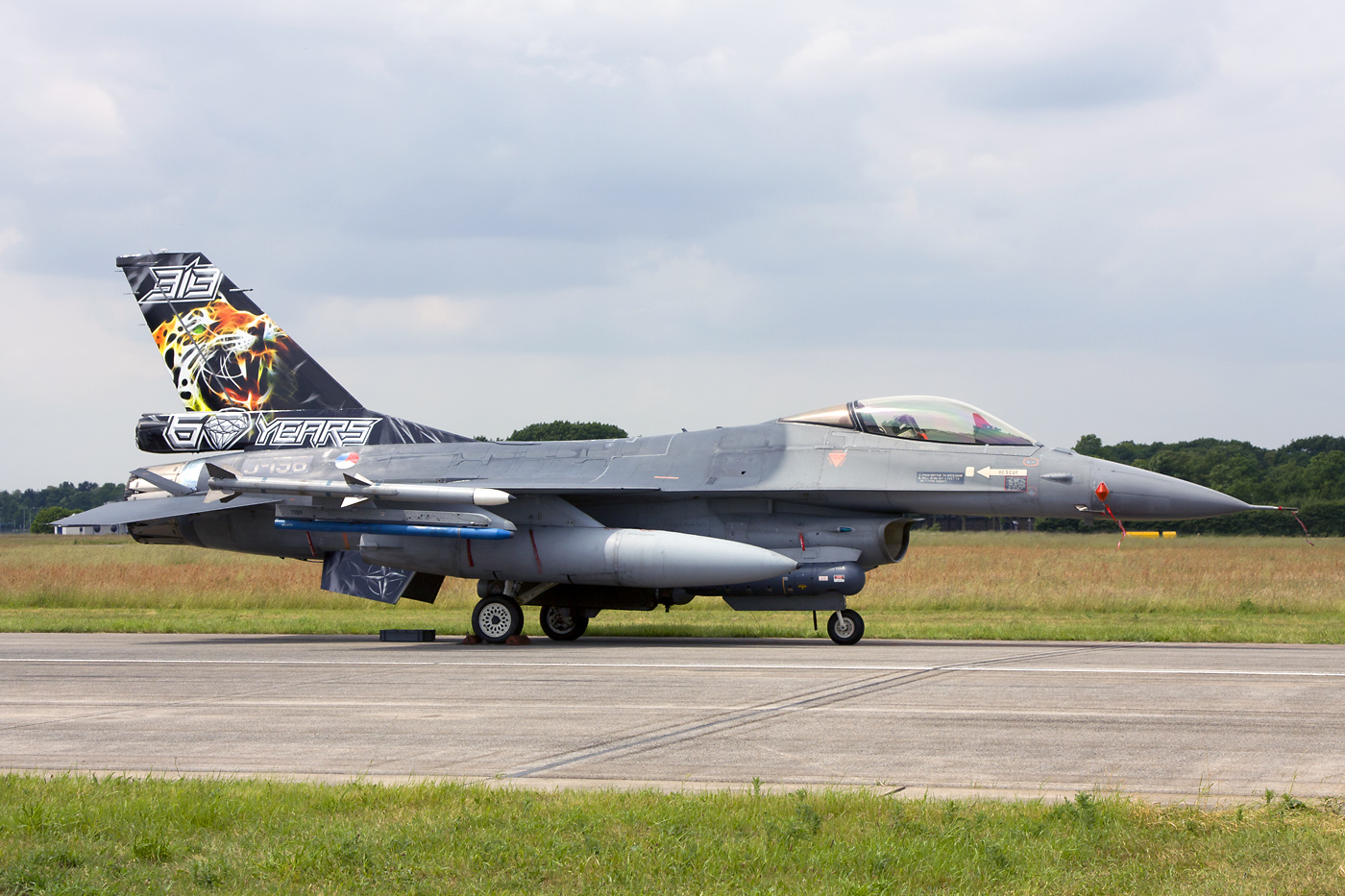
General Dynamics F-16 Fighting Falcon, USA.
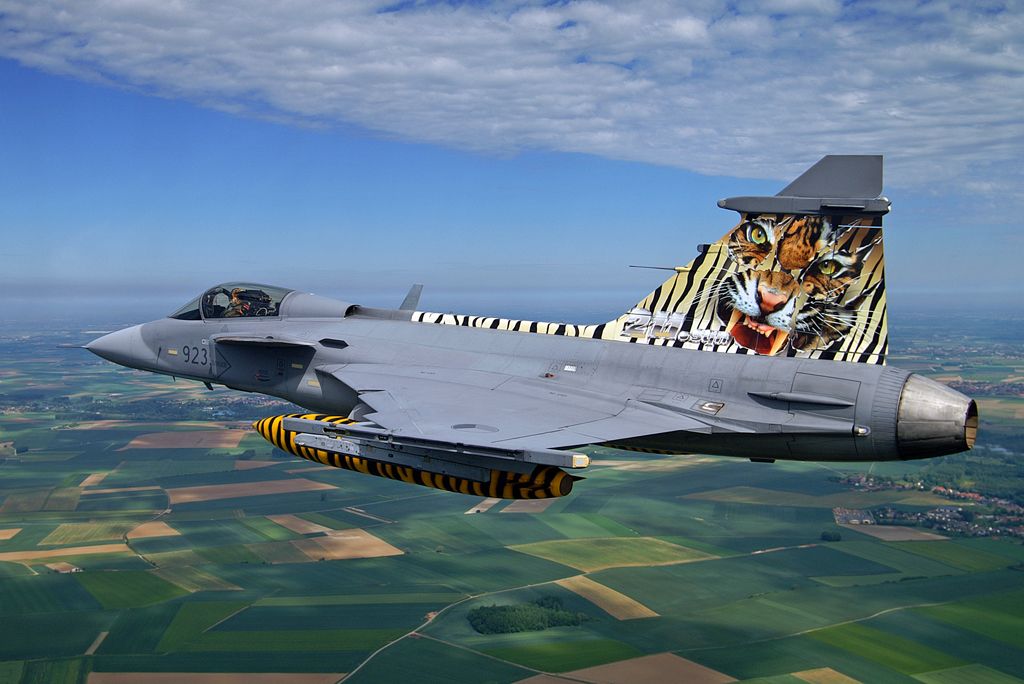
JAS 39 Gripen, Sverige.
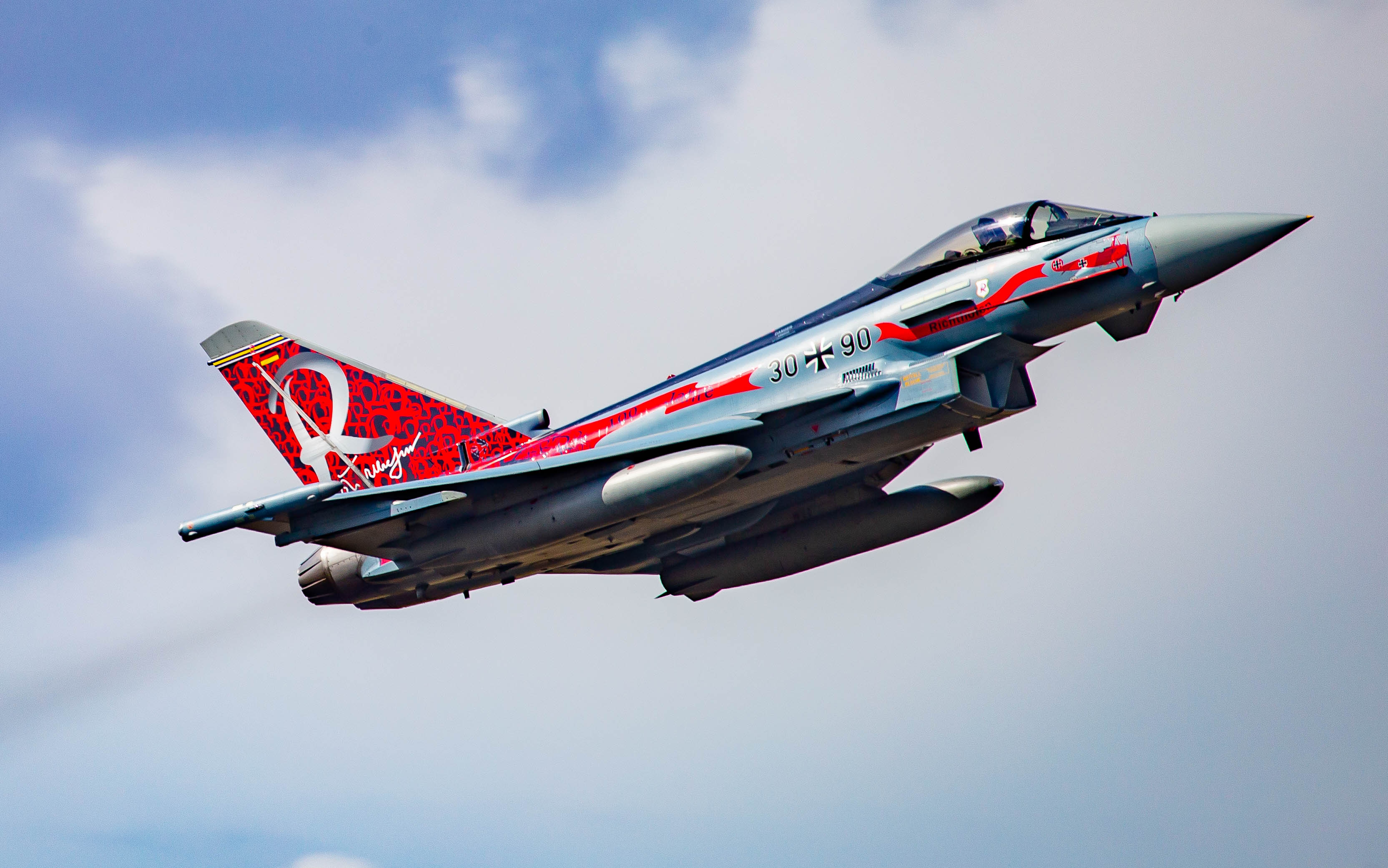
Eurofighter Typhoon, Storbritannien, Italien, Tyskland med flera.
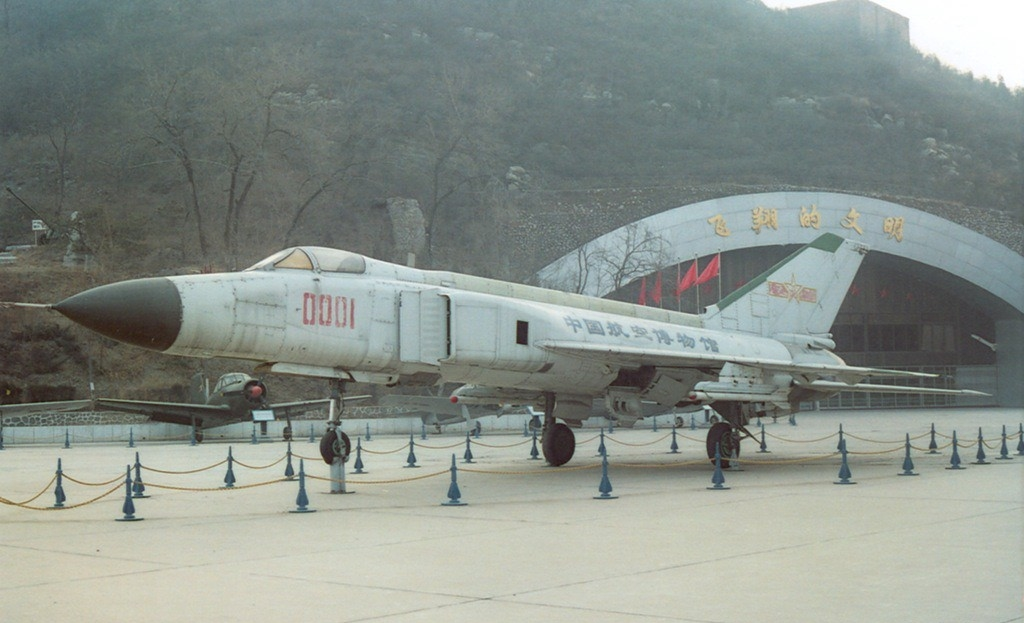
Shenyang J-8, Kina.
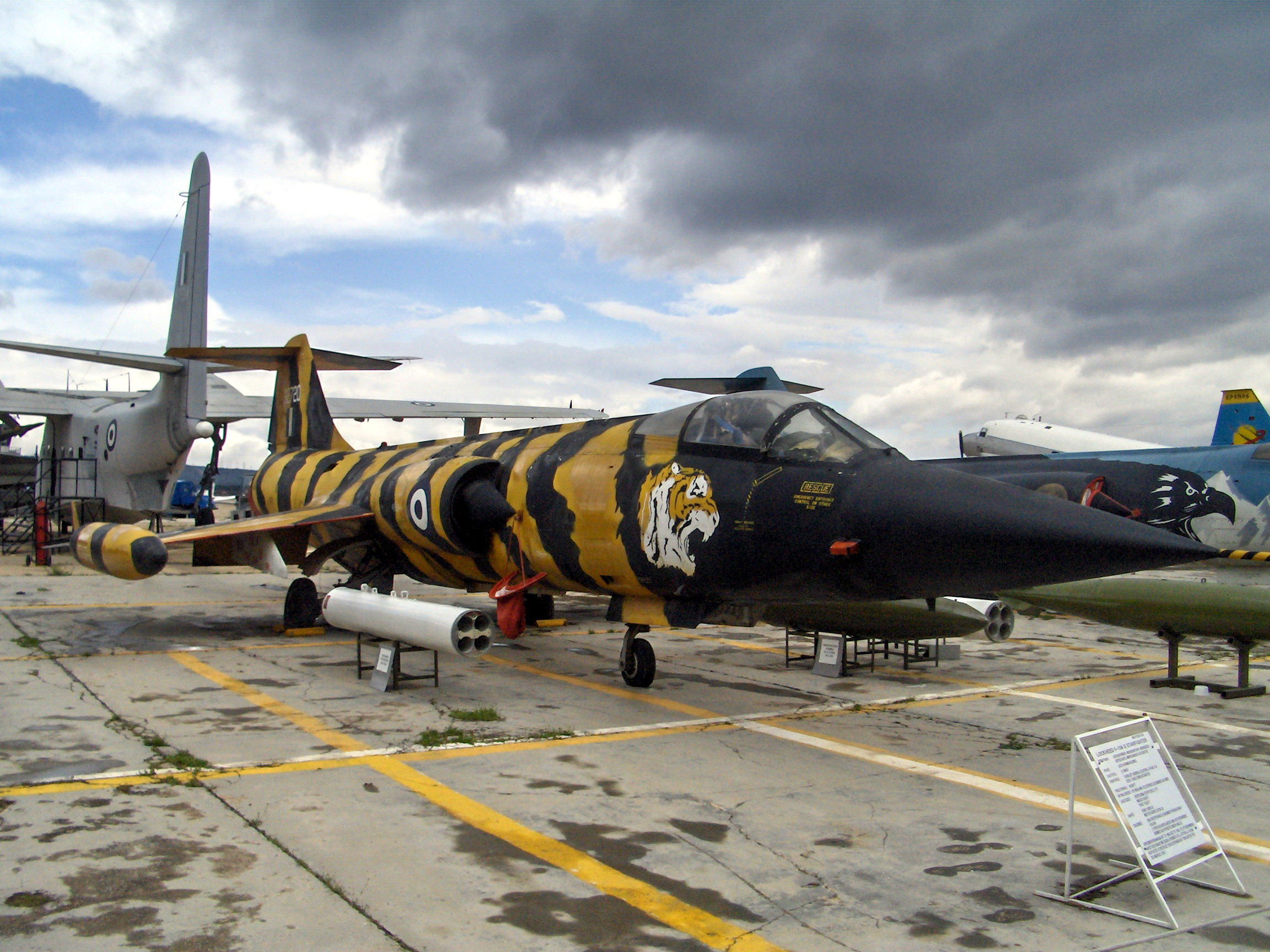
Lockheed F-104 Starfighter, USA.
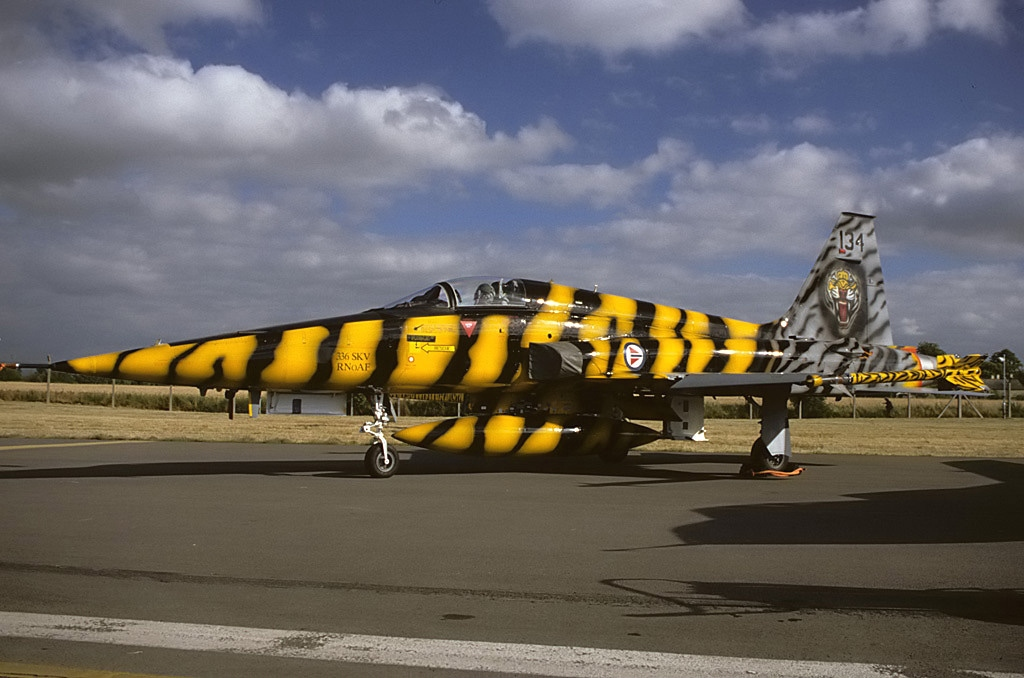
Northrop F-5 Freedom Fighter, USA.
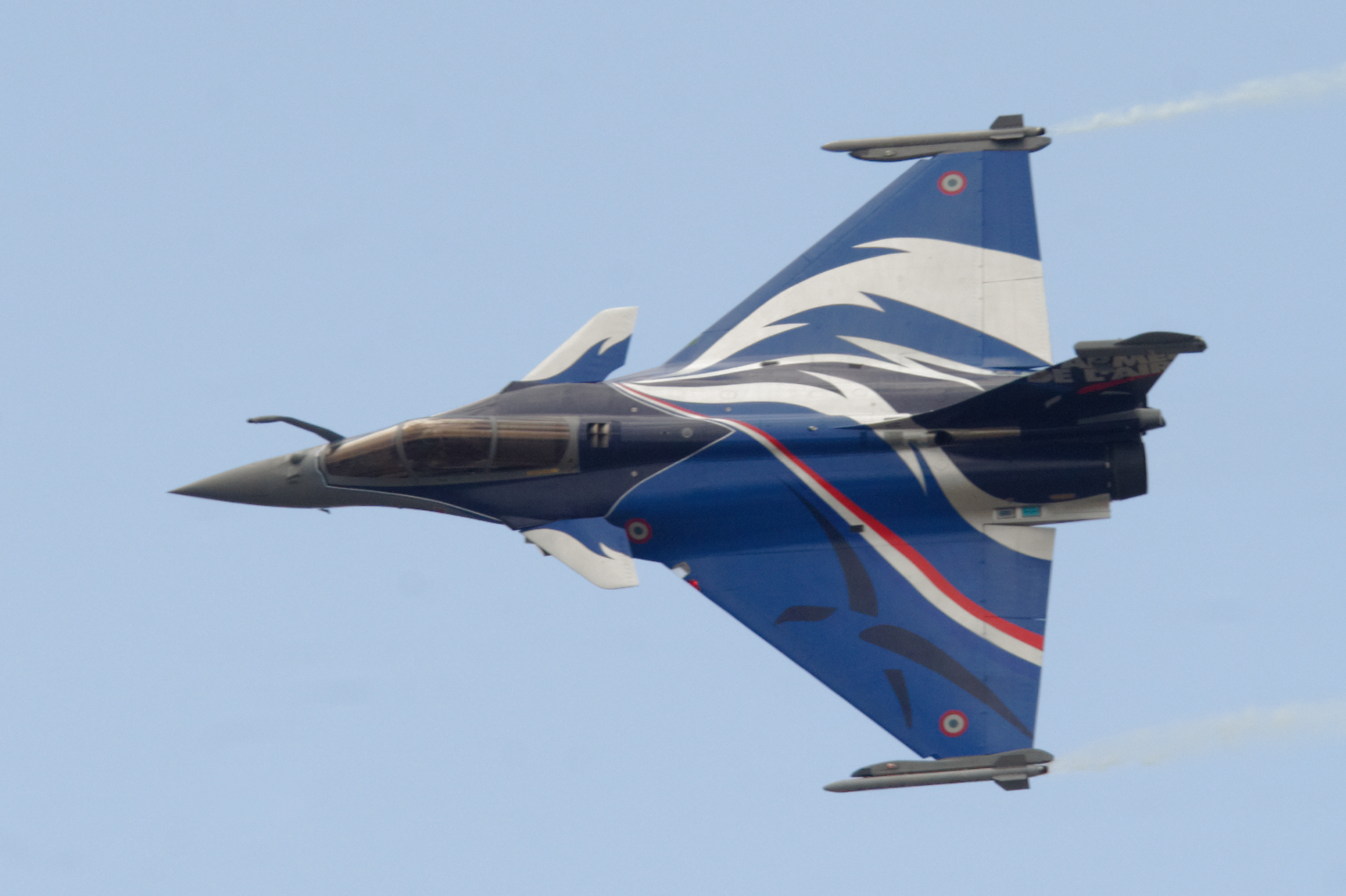
Dassault Rafale, Frankrike.
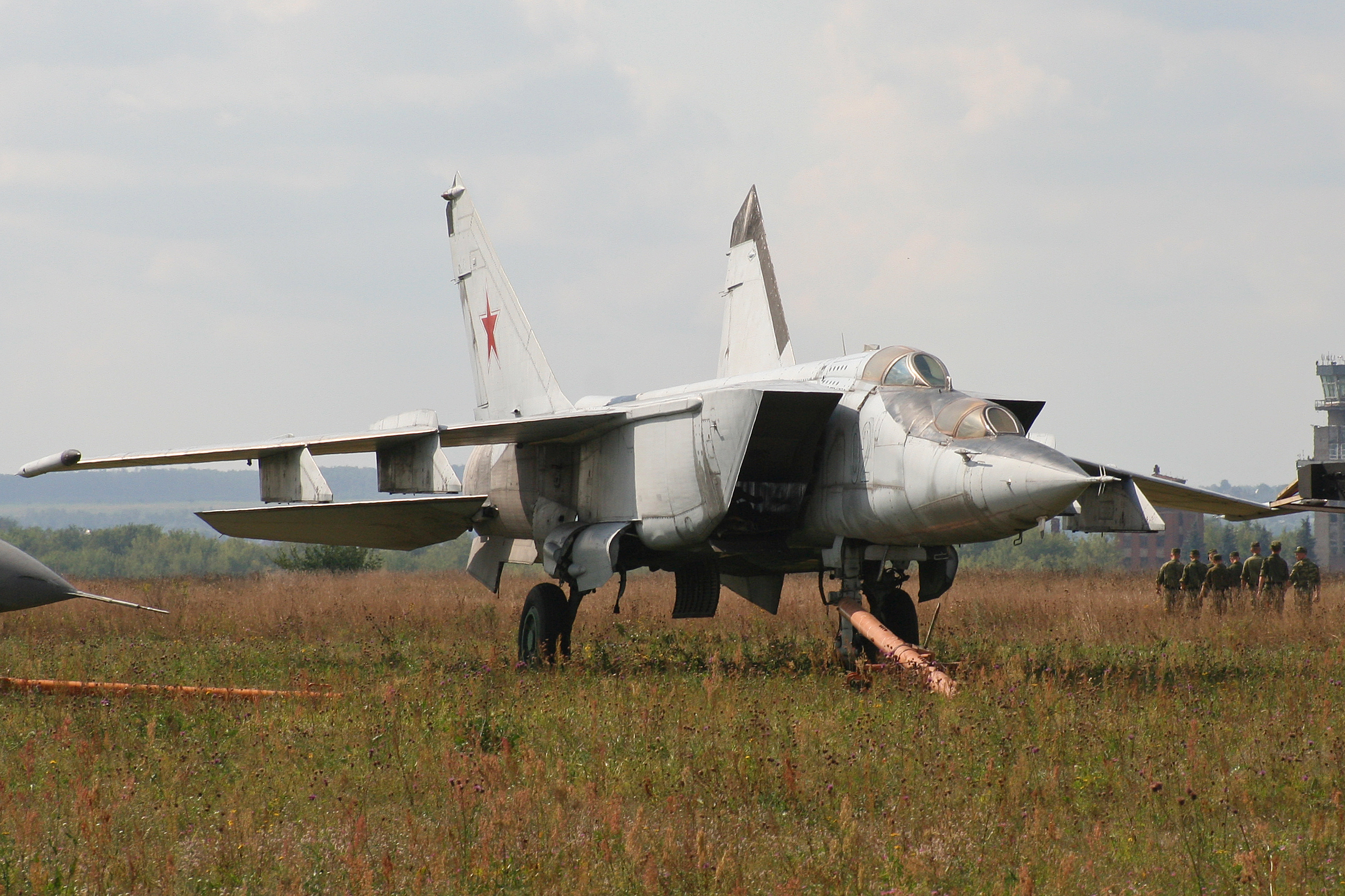
Mikojan-Gurevitj MiG-25, Sovjetunionen.
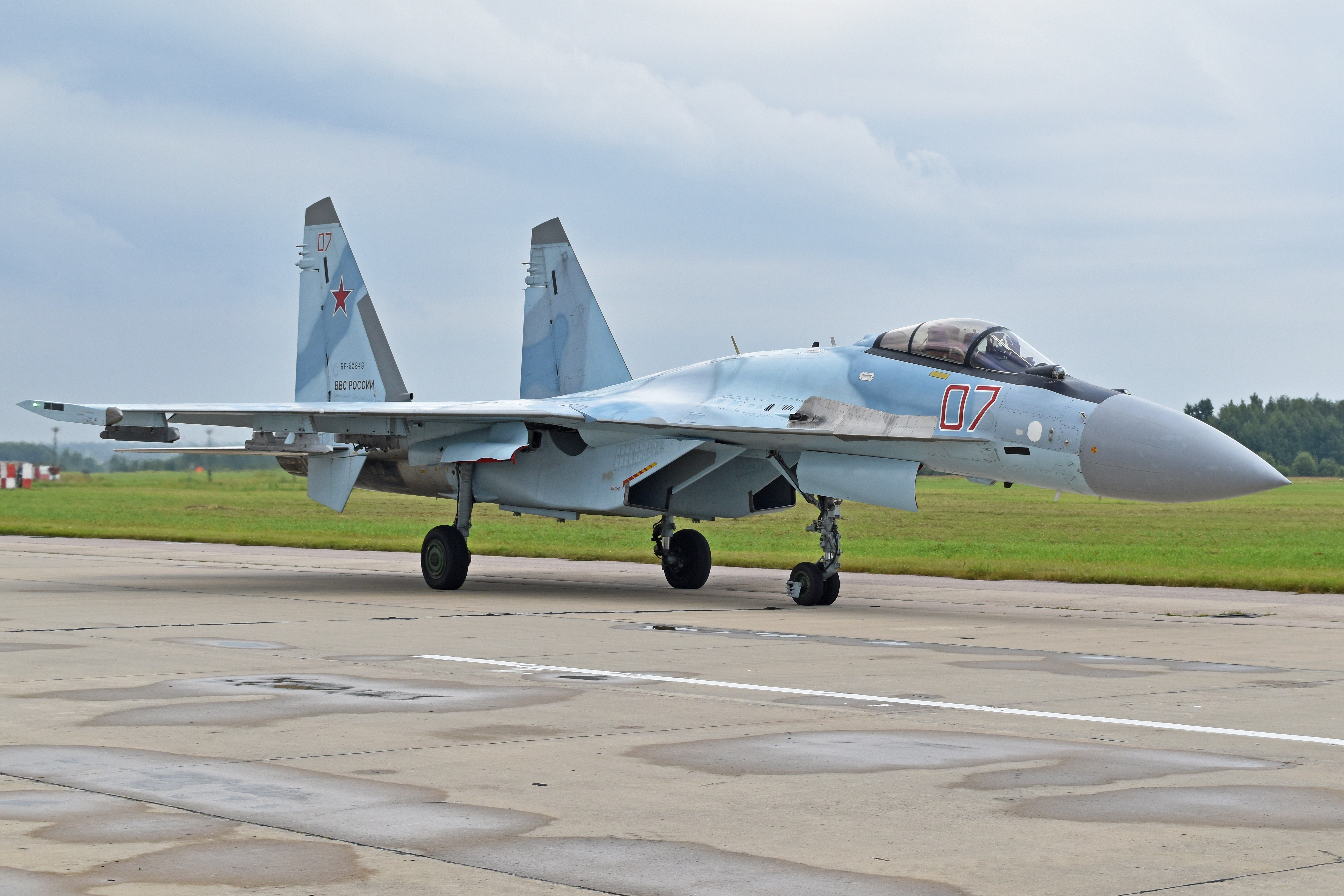
Suchoj Su-35, Ryssland.
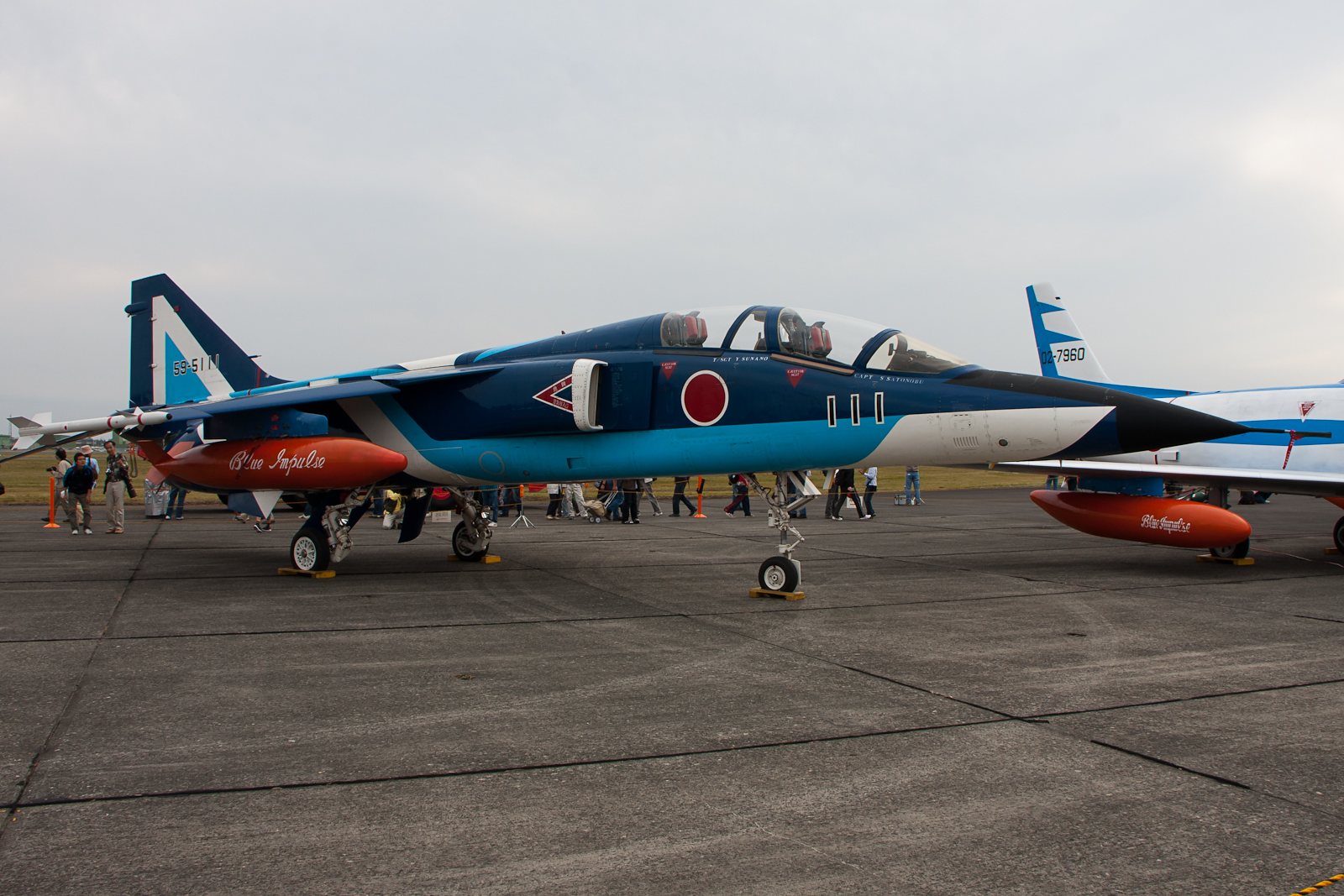
Mitsubishi T-2, Japan.
Panavia Tornado.
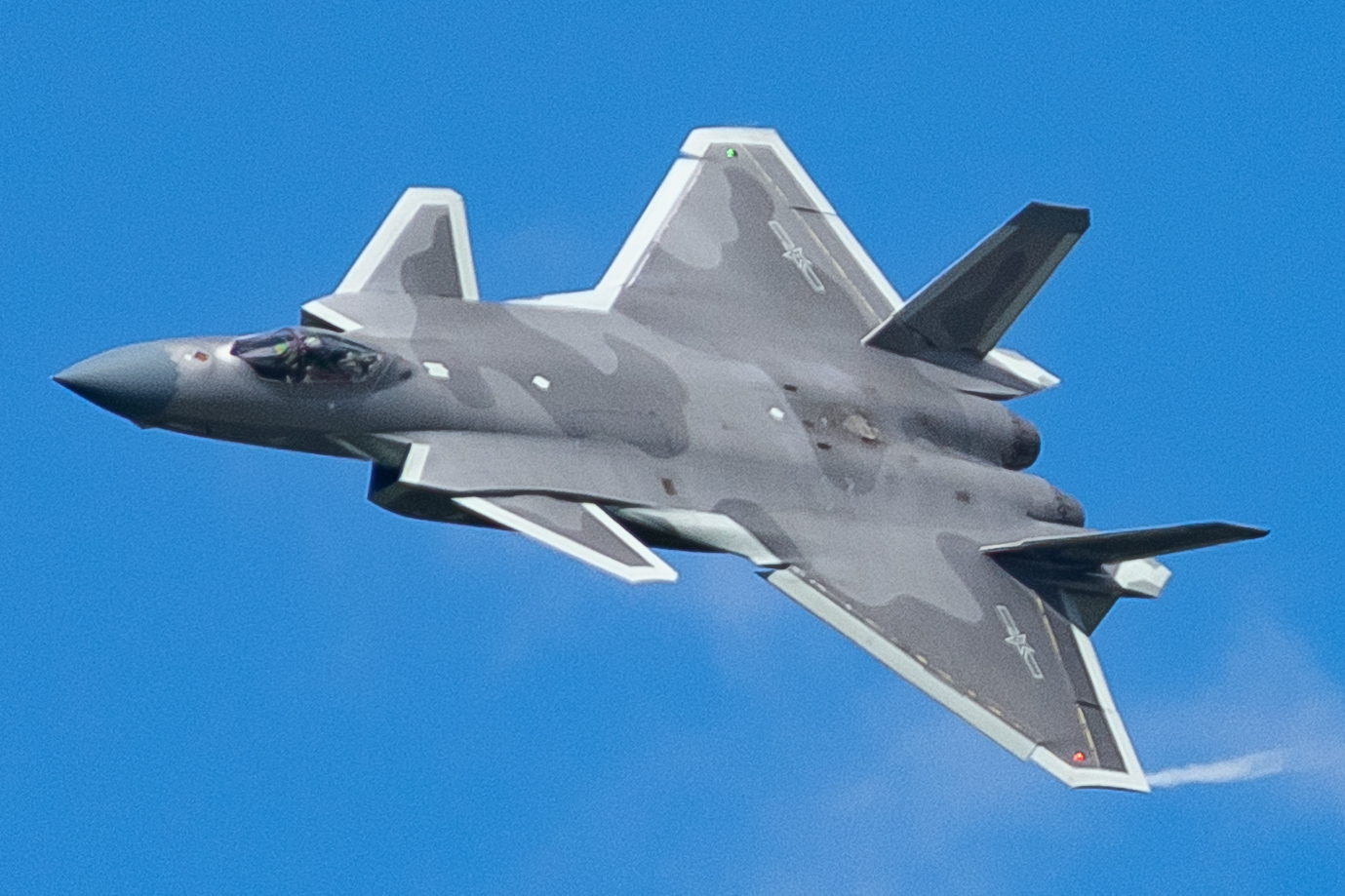
Chengdu Jian-20, Kina.
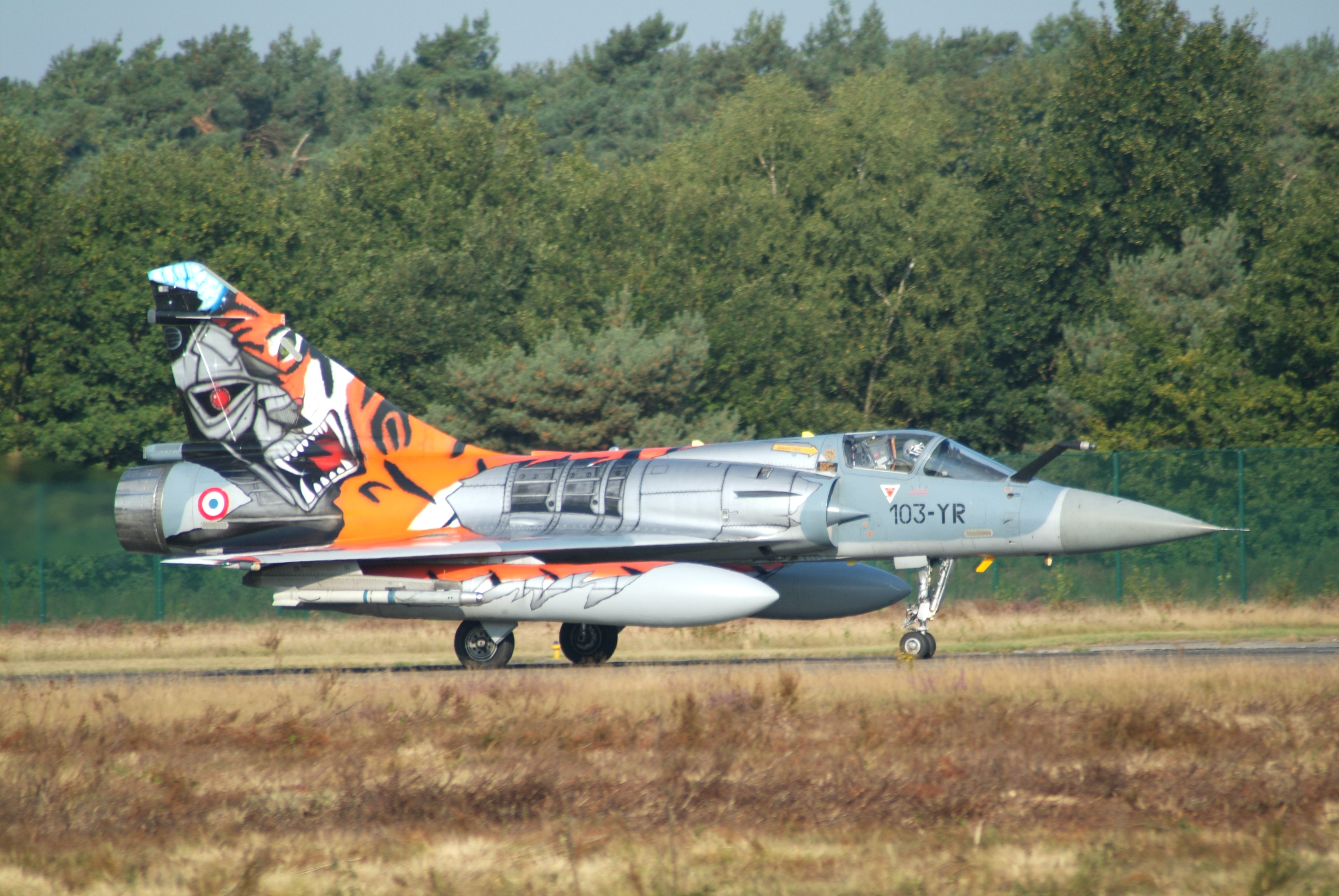
Dassault Mirage 2000, Frankrike.
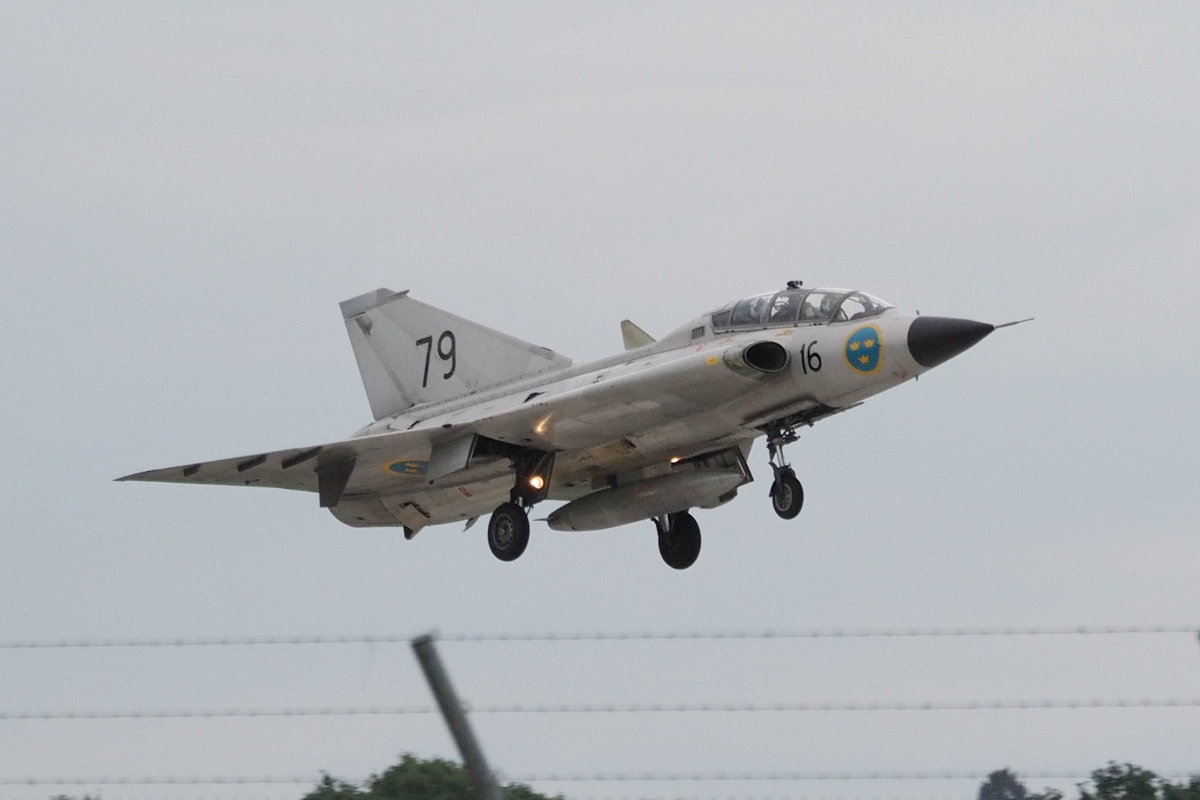
Saab 35 Draken, Sverige.
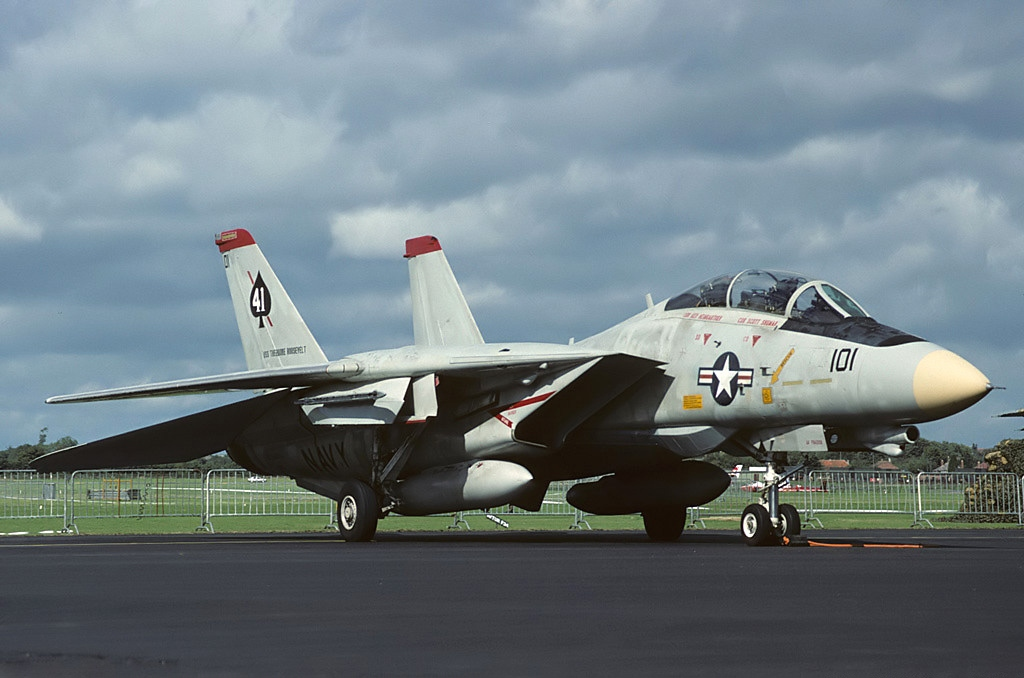
Grumman F-14 Tomcat, USA.
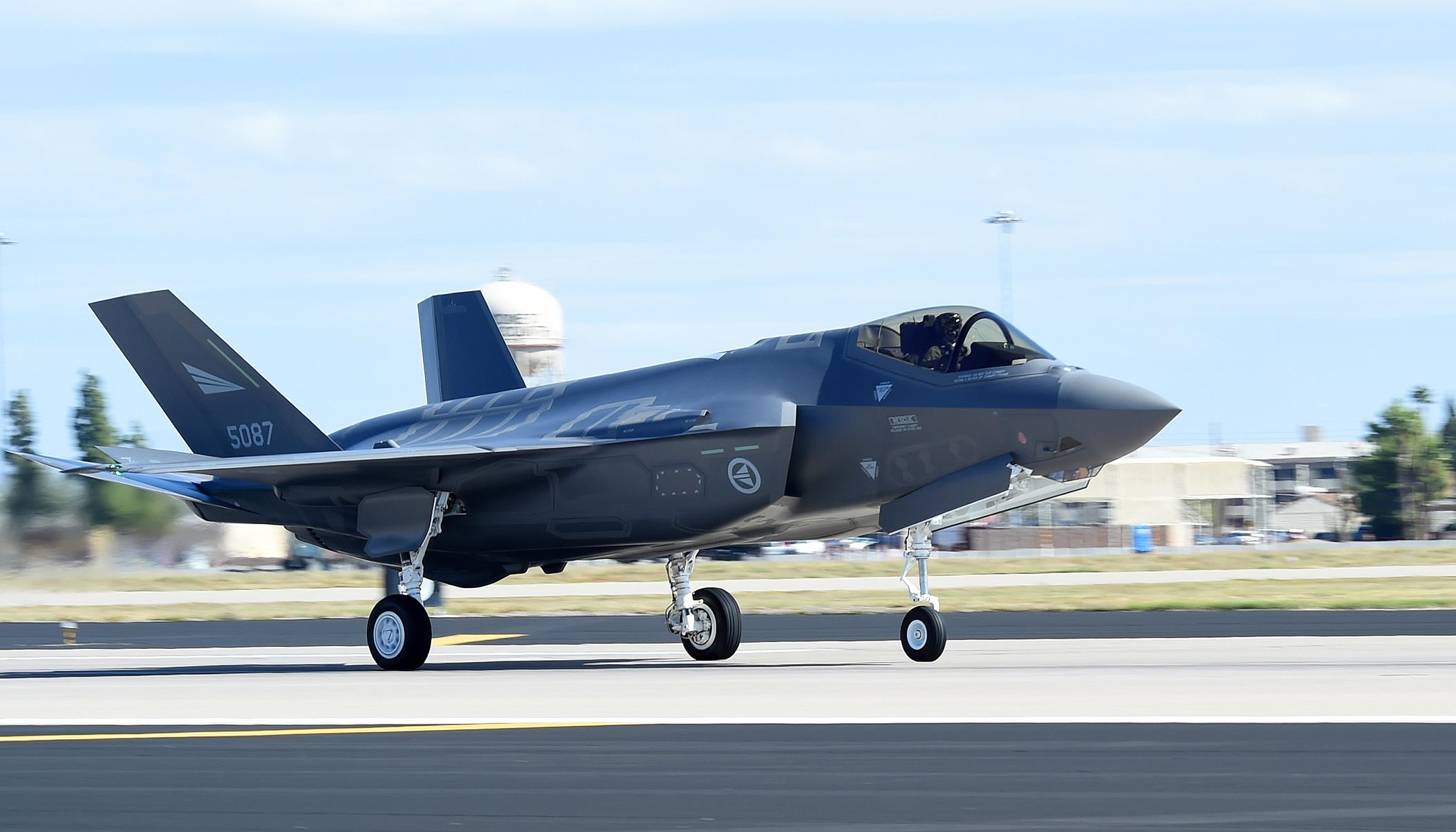
Lockheed Martin F-35 Lightning II, USA.